# 高军 (1958年)
高军（1958年9月—），男，黑龙江望奎人，中华人民共和国政治人物。研究生学历。第十一届全国人民代表大会辽宁地区补选代表。

## 生平
1976年12月参加工作，1980年3月加入中国共产党。毕业于中国社会科学院研究生院财贸经济系财政学。历任共青团辽阳市委书记；辽阳市太子河区委副书记、代区长；辽阳市太子河区委副书记、区长；辽阳市太子河区委书记；辽阳市委秘书长、市直机关工委书记；辽阳市委常委、秘书长、市直机关工委书记；中共辽阳市委副书记；中共营口市委常委、副市长；2008年2月，任营口市委副书记、副市长、代理市长；次月正式当选市长。2008年起担任全国人大代表。